# 空军

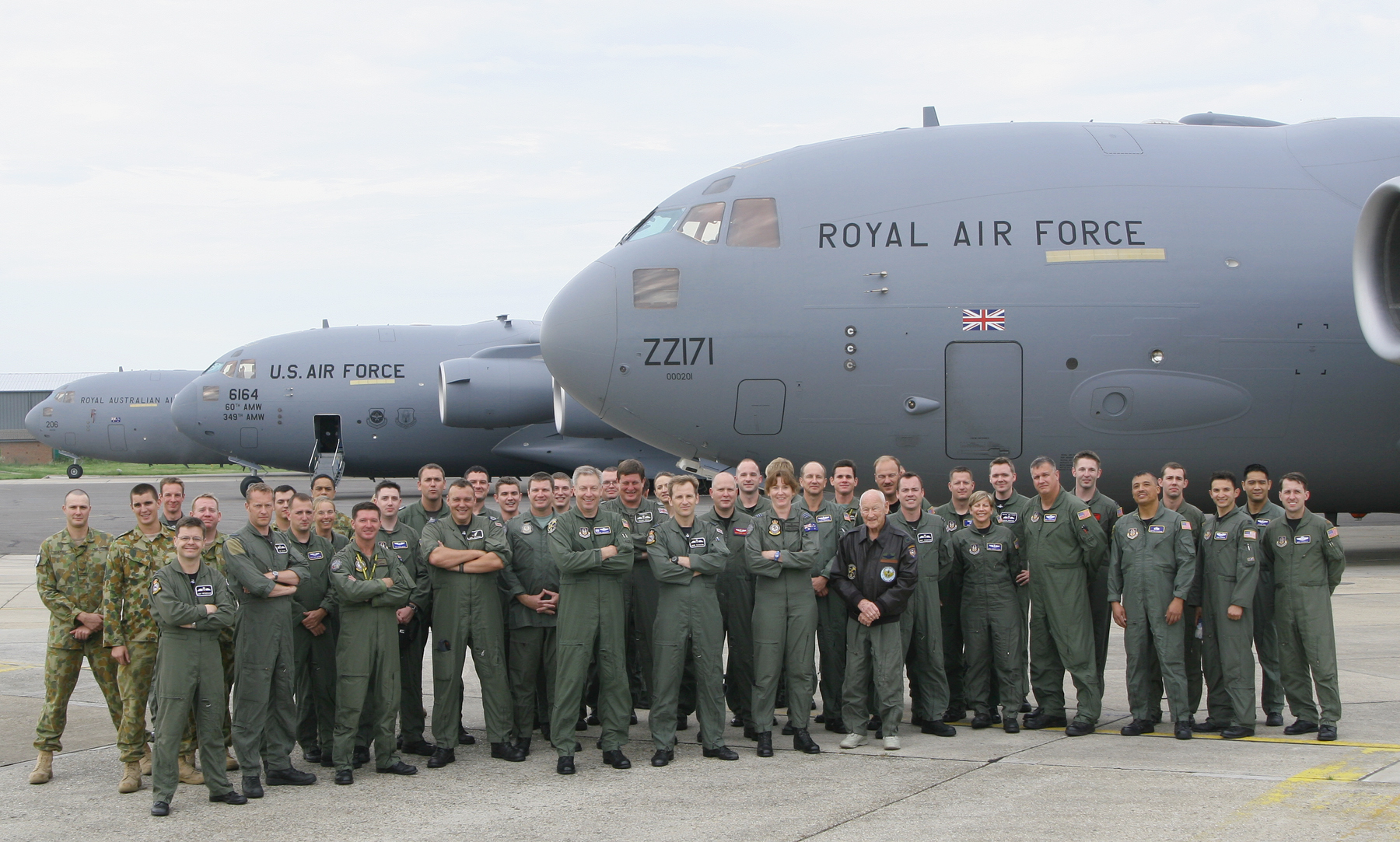
英國皇家空軍、美國空軍與澳大利亞空軍的飛機和人員並列於布萊茲諾頓皇家空軍基地

空軍（英語：Air Force）或航空兵是涉及軍事航空的軍種，其任務在於利用航空器（主要是固定翼飛機）搭載的武器系統在進行武力投射，抢夺制空權保護己方空域的充分使用、用空戰壓制敵對於指定空域的介入和使用、空襲打擊對方地面目標、支援其他軍種的情報、運輸和後勤以求達到戰術與戰略目標的執行。
空軍是現代化三軍（陸軍、海軍、空軍）當中成立最晚的一支，許多國家直到第一次世界大戰結束之後才有獨立的空軍出現。空軍通常有陸基機場作為基地，屬於完全獨立指揮的兵種，但有些陸軍和海軍擁有專屬自己麾下的航空部隊。陸軍航空兵(Army Air Force)基於陸地機場，主要由軍用直升機和無人機組成，負責協助地面部隊的兵力投放、偵查預警和對地攻擊。海軍航空兵(Naval Air Force)則通常基於航空母艦和兩棲攻擊艦，由艦載機（包括固定翼和旋翼機）組成，負責保障艦隊的防空和反潛安全、搶奪制海權並且進行超視距作戰打擊對方水面艦艇和岸內目標。有一些特殊軍隊，比如美國海軍陸戰隊和國民警衛隊，擁有屬於自己指揮的航空兵部隊。
許多國家的編制上，空軍必須支援陸軍作戰的需求，包括對地面目標的攻擊、空運、空投以及其他相關的任務。即使這些國家的陸軍擁有自己的飛機，通常在任務或者是飛機的型態上與空軍是有所區別。有些國家的空軍同時也指揮彈道飛彈與防空飛彈兵力與系統。也有的國家在空軍的編制內有進行陸上作戰的特種部隊或者是空降部隊。

## 空軍的歷史

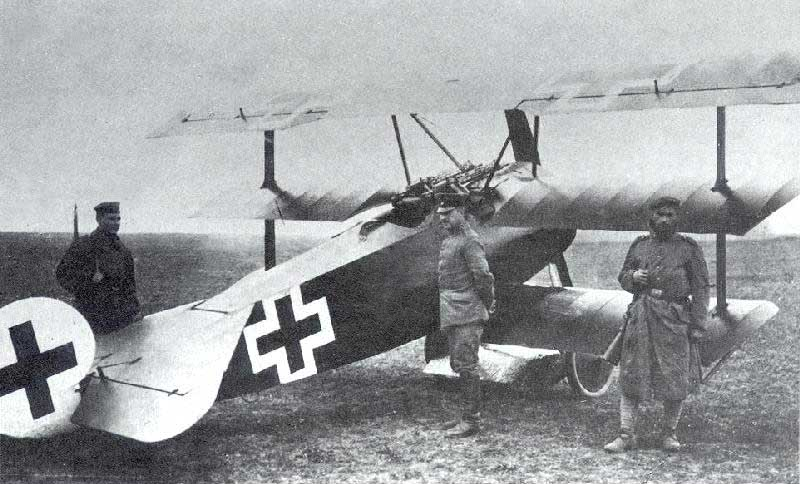
德國空軍的福克Dr.I戰鬥機

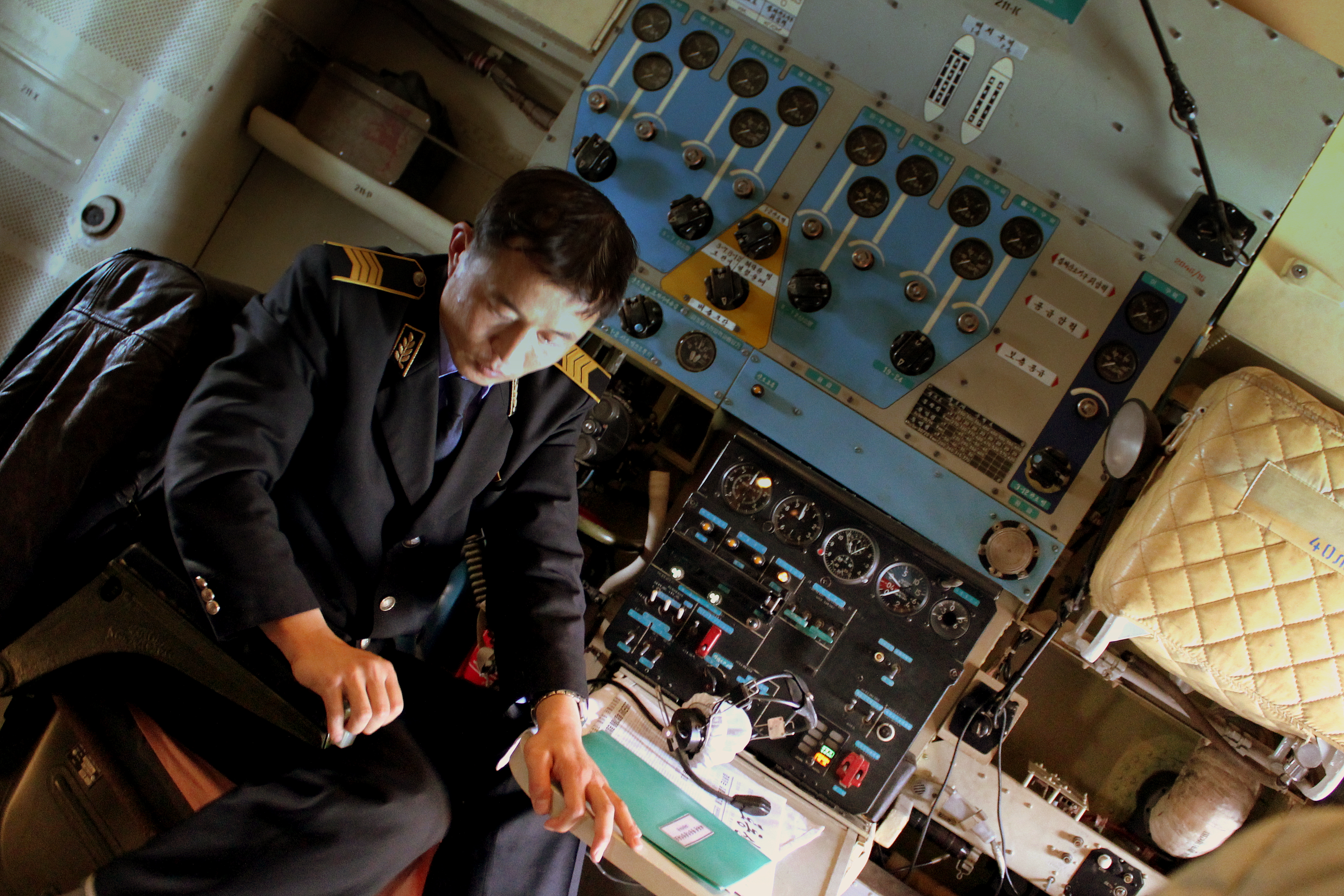
朝鮮民航飛行員

在1911年，意大利就在與奥斯曼帝国的戰爭中，在利比亞首次將飛機運用在偵察任務上。意大利陸軍軍官杜黑依據戰爭中使用飛機的經驗，認為飛機將會在軍事上佔有重要的地位，重要的程度使得它將獨立於陸軍與海軍之外，成為第三支武裝力量。
第一次世界大戰中，在地面作戰陷入僵局的同時，航空作戰的重要性也開始顯現。飛機從最初的偵察用途，演化出以飛機投擲炸彈攻擊地面的敵軍的轟炸任務，而為了阻止敵人飛機，飛機上也裝設了能攻擊敵人飛機的機槍等武器。
1918年，英國皇家空軍成為世界上第一支獨立的空軍，而其它國家也陸續建立了獨立空軍或相當的陸軍航空隊。

## 空軍的任務
空軍作戰任務主要是協助及配合地面部隊的攻勢及行動。一般常規戰爭，會先由偵察機進行偵察行動，最初會由空軍提供重型火力攻擊，摧毀敵方主要防空設施、電力設施、軍事基地等重要目標，再由轟炸機進行轟炸，及以戰機進行精確範圍的空對地攻擊，才由地面部隊進攻，而戰爭過程中亦會配合地面部隊而作攻勢。同時，以擊退敵人航空部隊為目的而進行的制空任務也是必須的。某些情況下，空軍也會對境內武裝勢力與反政府組織、恐怖份子等進行威懾及攻擊。
平時空軍則執行空域的巡邏、升空攔截、重要航空器的護航、各種影像及電子情報等的搜集、大範圍的巡邏與監視等任務，必要時也出動協助救災。

## 空軍的編成

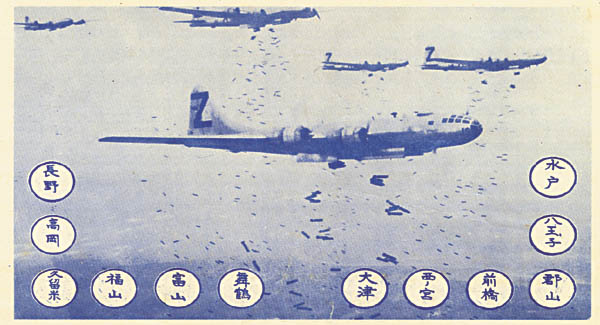
二戰時的B-29轟炸機展現了戰略轟炸的意圖，後來更投下了原子彈改變戰爭的型態

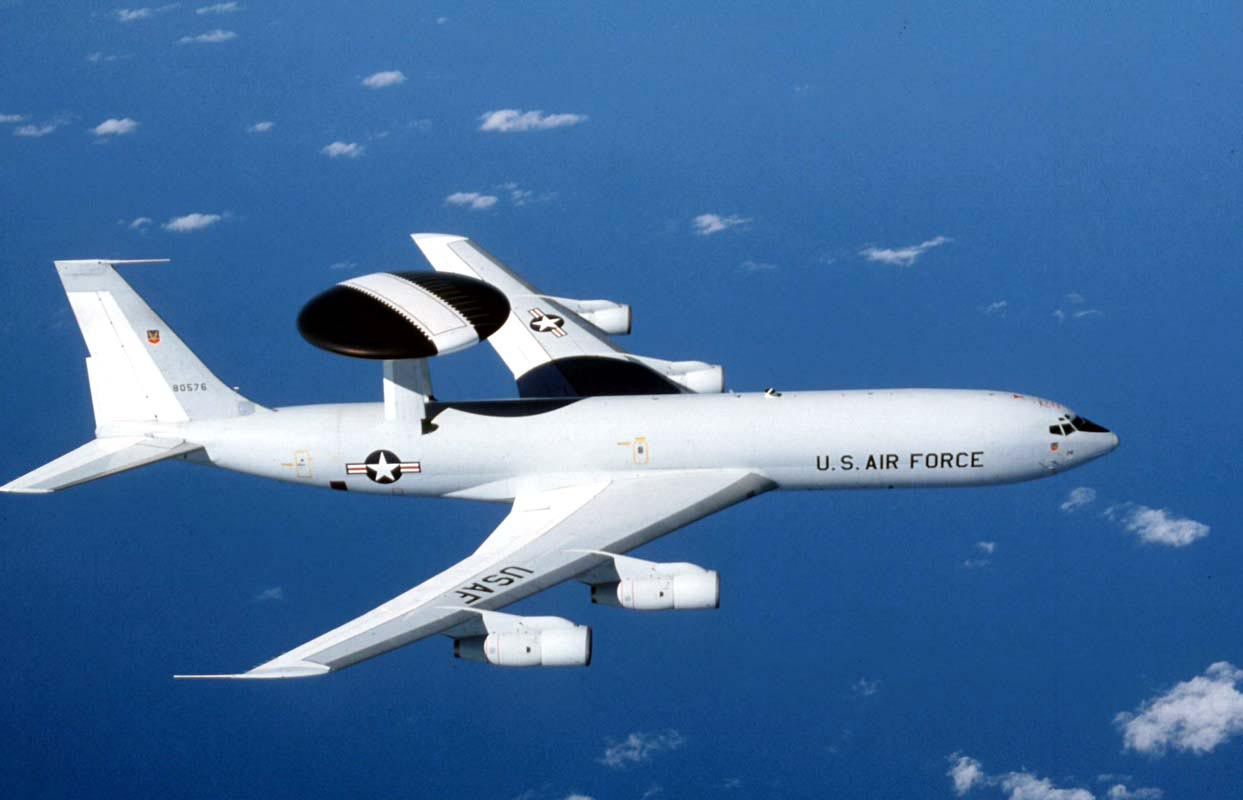
E-3之類的空中預警機或是電戰機使空軍任務更廣泛

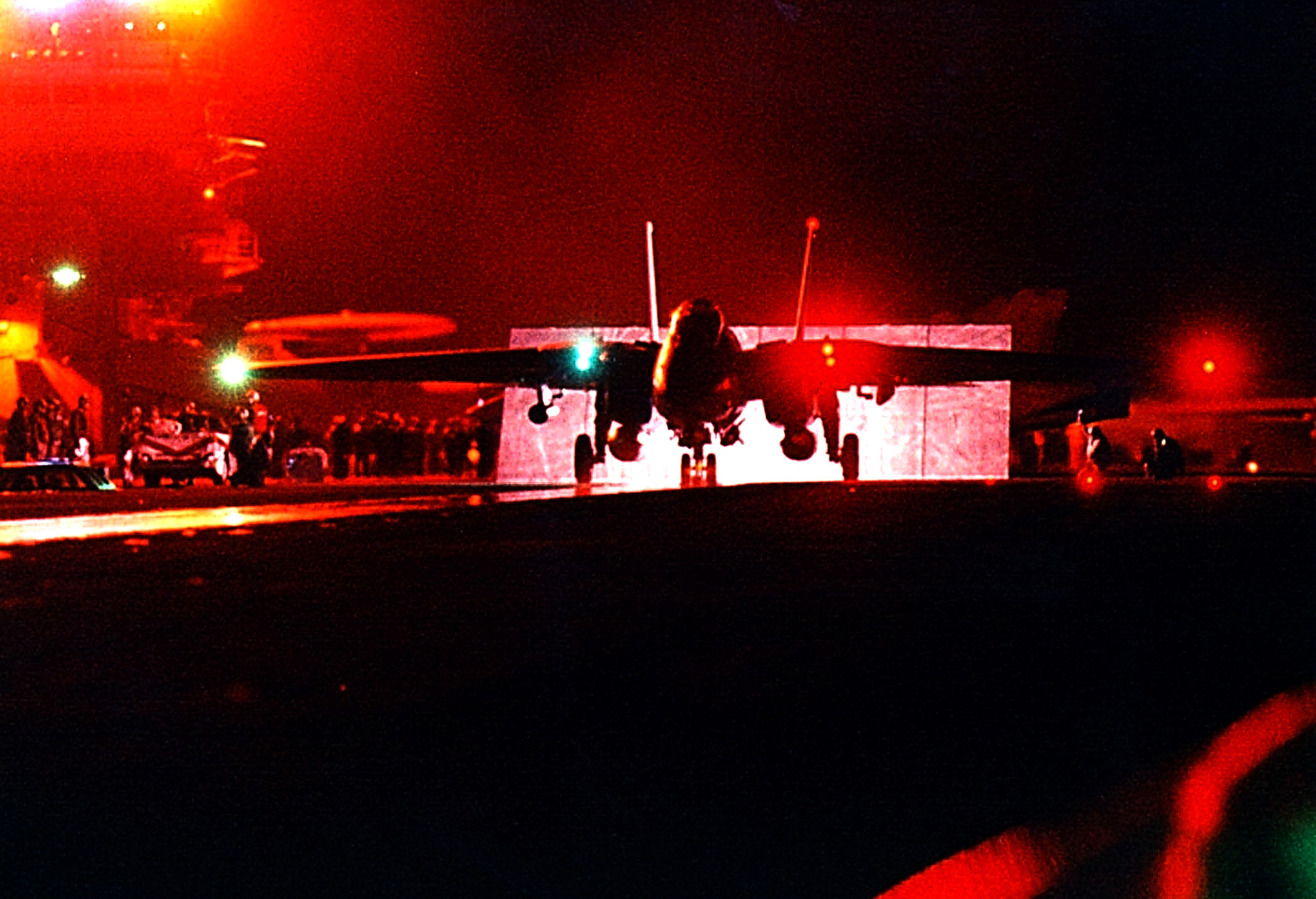
航母艦載機隊是二戰後興起的空軍力量，圖中為美軍F-14從羅斯福號起飛

空軍的部隊中，最為一般人所熟知的就是飛行部隊，特別是擔負制空任務的戰鬥機部隊。為了執行對地面的攻擊與支援，而有以精確打擊為職的攻擊機部隊與以大規模毀滅性打擊為職的轟炸機部隊。而為了保護己方機隊與地面部隊不受敵機攻擊，因此有戰鬥機部隊進行爭奪制空權的任務，電子作戰機進行戰場中的電子作戰支援，規模較大的空軍則還有空中預警管制機隊負責空中作戰指揮。
支援機隊方面，運輸機隊一般也屬於空軍，負責（包含陸海空三軍的）武器裝備與人員的空中運輸，部份守備範圍廣大的空軍還有空中加油機隊對友機進行空中加油以延伸飛機航程。各種情報搜集有偵察機隊執行。救援直昇機負責在飛機失事時，飛行員及空勤人員的救援工作。
地面上主要是各基地的地勤部隊，包括飛機整備修護的整備單位與修護工廠等，與基地勤務相關的地面管制單位、油料、彈藥等補給單位、人事、作戰、後勤等文書單位，與專責的通信部隊、氣象單位、情報單位等。另外還有保衛機場及設施的警衛部隊與防空部隊。區域防空飛彈部隊也常由空軍統一指揮。
空軍有專門訓練飛行員的飛行訓練部隊，以及訓練地勤人員或其它空勤人員等各種勤務的單位。各種空軍人員的人才召募與養成機構、作戰相關的研究機構、後勤採購與物流的單位等也是必須的。
部份大國也在空軍下設置職司戰略打擊任務的陸基戰略飛彈部隊，以及執行大範圍的影像或電子情報搜集的戰略偵察部隊，目前太空作戰部隊中最主要的戰力也是各種情報與通信衛星。
依據作戰上的需求，空軍也轄有執行特殊任務的特種部隊，某些國家也將空降部隊編制在空軍內。值得一提的是，二戰時德國空軍轄下甚至有野戰部隊的編成。這種單位的出現，一方面是藍色作戰損失超過預期，必須增加地面部隊的規模，另一方面則是戈林因其政治野心而擴編空軍後，捨不得將已有的軍力放棄掉，而堅持必須留在空軍的結果。最後總共編成了二十二個師團，但是由於兵力構成、武器裝備、訓練與經驗均有不足，加上部隊內原空軍人員與調派來協助的少量陸軍人員間的派系摩擦，這些「不務正業」的部隊通常也只是擔負據點防禦的任務，而不像正統的陸軍那樣能夠發起進攻。

### 其它軍種所屬的航空部隊

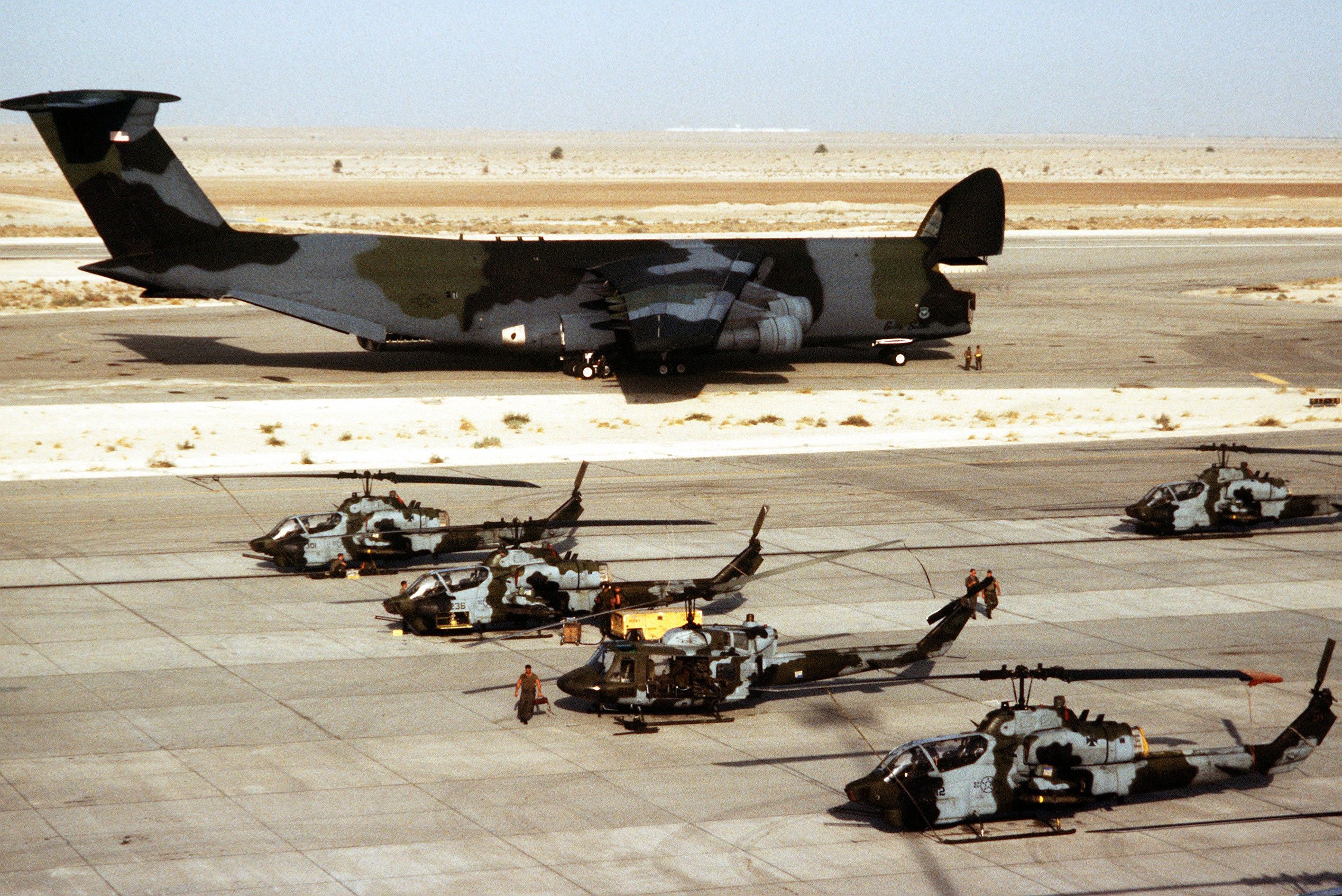
波灣戰爭時用C5空運部署AH-1攻擊直昇機

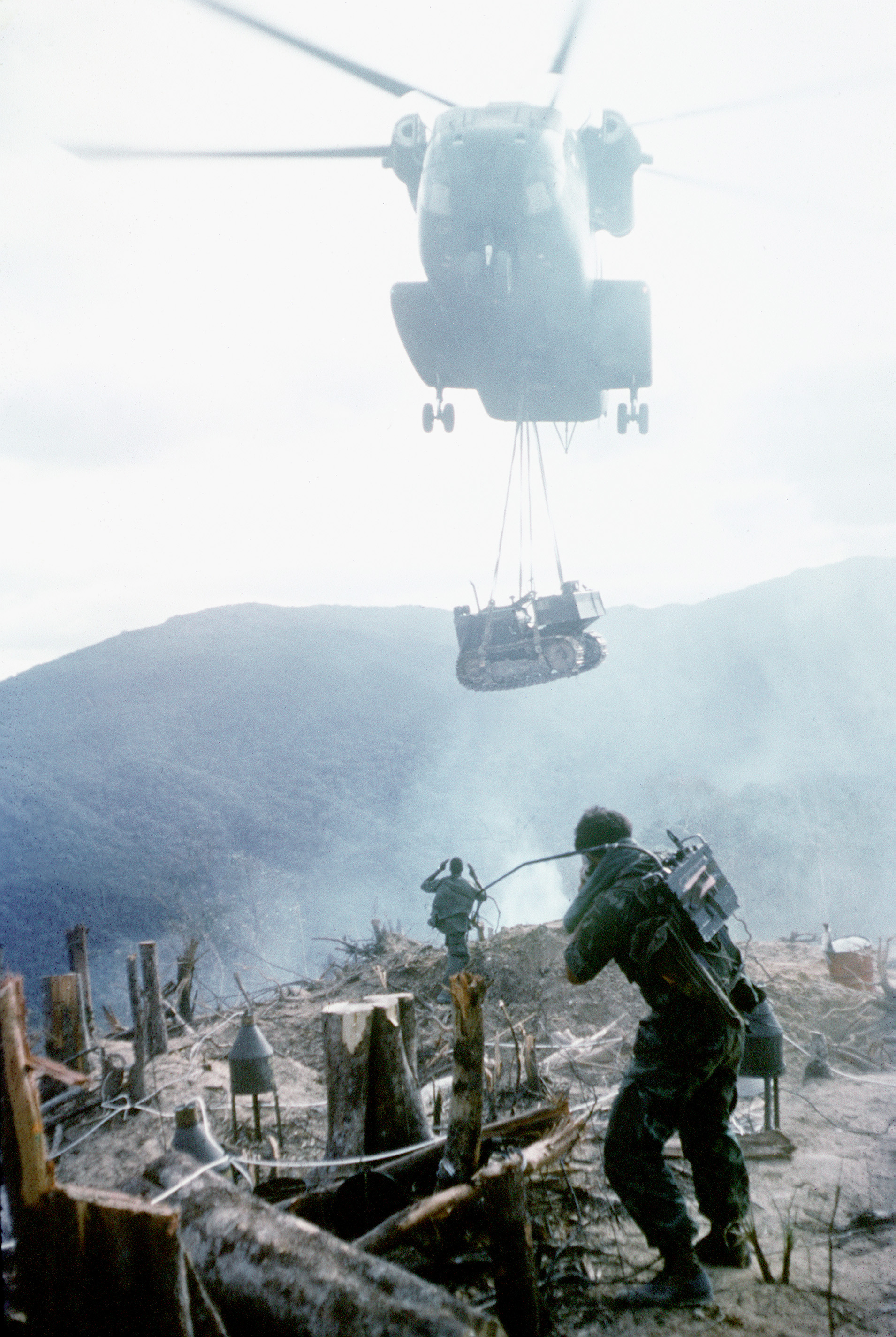
越戰時美軍已經可以用直升機空投輕車輛，形成立體化垂直作戰概念

由於空權帶來的影響，陸軍與海軍也擁有自己的航空部隊，稱作陸軍航空兵及海軍航空兵，而這些部隊也常被一般人誤以為是空軍的一支。
擁有航空母艦的大國海軍，其艦載機隊的規模與完整性常常不下於一些小國空軍，而且也能對地面目標發起攻擊，或是在陸地上空執行制空權的維持，包括戰鬥機、攻擊機、預警機、加油機、偵察機等主要戰力一應俱全，但是它們仍然是海軍航空隊而不是空軍。中等國家海軍也都有隨艦出航的反潛直昇機進行反潛任務，負責反潛與水面巡邏等的監視與戰鬥的反潛機與巡邏機，這類陸基但以水面作戰為主的機隊一般也是配屬於海軍。
陸軍一般都擁有各式直昇機組成的陸軍航空隊，以執行快速反應及三度空間的立體作戰，包括運輸、偵察、攻擊等用途的直昇機與無人飛機都被廣泛使用。但是空軍與陸軍航空隊同樣以地面基地為營，也以對地面部隊的支援為主要任務，性質上有所重疊，事實上像美國空軍就是自陸軍航空隊獨立出來，因此必須先做好區分。以美國為例，在空軍能夠滿足陸軍所必須的各種空中支援的前提下，陸軍不得擁有可載人的定翼機，只能操作各種旋翼機與無人定翼機，而空軍則不得操作各種有人旋翼機，但救難用與特種作戰用的則不在此限。
另外像美國海軍陸戰隊等也擁有自身的少量艦基與陸基飛機和旋翼機，這些主要是用於登陸作戰中所需要的對地支援、運輸等任務。
中国人民解放军海军航空兵的职能被严格定义为支援海军海上舰船任務，分别配属三大舰队。而解放军空军则承担起国土防空和对地对海支援的任务，并且一并指挥地空导弹部队，和海军航空兵职能有部分重叠。和大多数国家不同，中国人民解放军的空降兵部队是隶属空军的，尽管在实际的作战和指挥体系上，会下放到战区和前线指挥部。而解放军陆军航空兵现今装备直升机及運輸機。
前苏联與俄罗斯的空中力量分为空军和国土防空军，国土防空军负责国土防空，并指挥地空导弹部队。空军则只负责战区制空权的争夺和对海，对陆的空中支援。此外也有海军航空兵部队，其主要组成部分是原航母舰载机队（与中国海军航空兵主要是陆基飞机又有所不同）

## 空軍的裝備

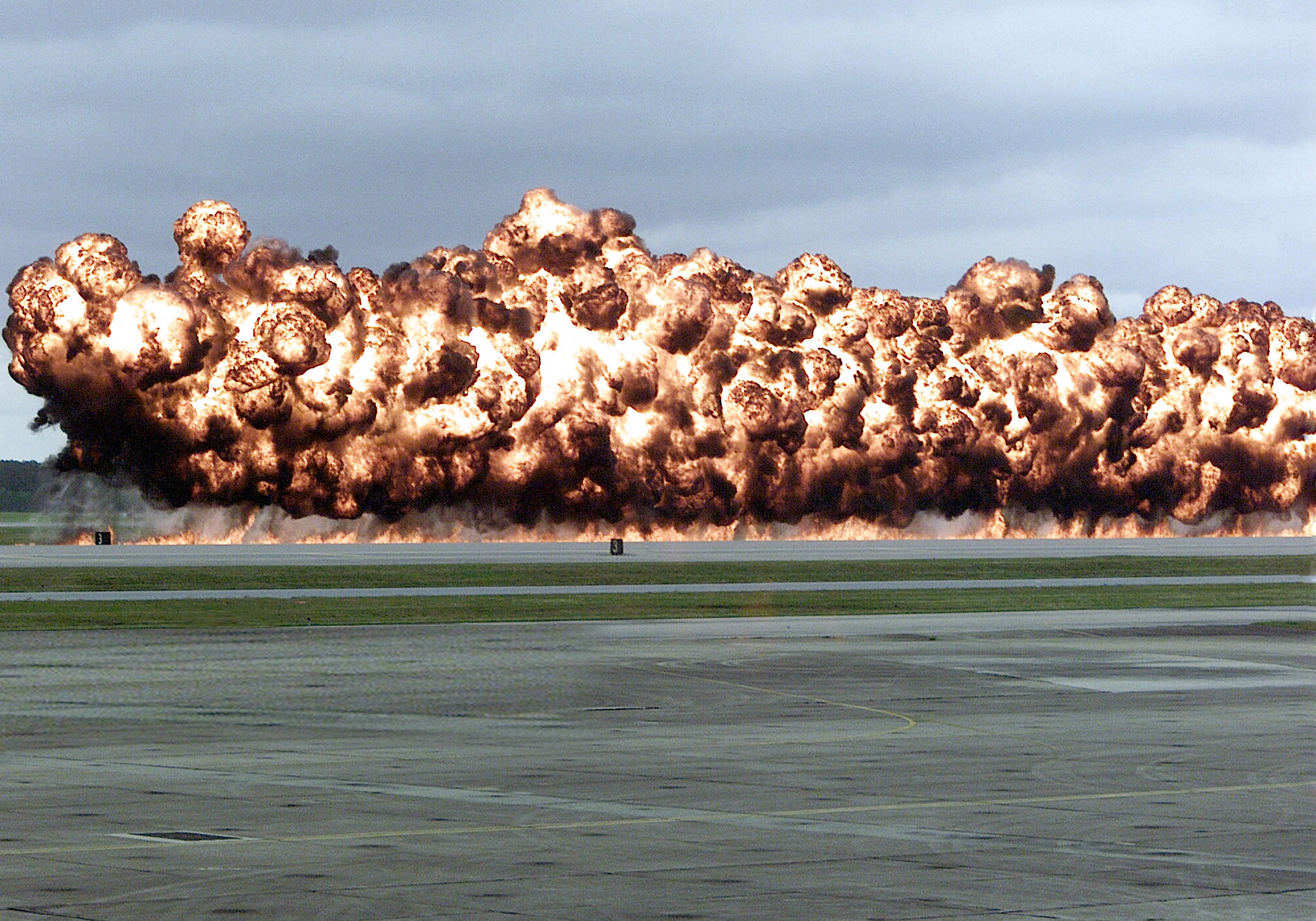
油氣彈是空軍僅次於核武的大威力對地武器

空軍在空中作戰，所以空軍的裝備都是以飛機、飛彈、炸彈為主，甚至核武器。飛機通常以用途分類，例如戰鬥機、攻擊機、轟炸機、運輸機、預警機、偵察機、無人機、電子作戰機等。另外還有地面勤務所需要的各種支援車輛，如油罐車、電源車、氣源車、掛彈車、拖曳車、導引車、無線電通訊車等。空軍戰機需要有機場才能起降與存放，而脆弱的機場就必須擁有自衛武力，等於是小型的陸戰，所以也會有高射炮、輕裝作戰車輛等。